# Нікітін Ігор Валерійович
Ігор Валерійович Нікітін (рос. Игорь Валерьевич Никитин; 23 березня 1973, м. Усть-Каменогорськ, СРСР) — казахський хокеїст, захисник. 
Вихованець хокейної школи «Торпедо» (Усть-Каменогорськ). Виступав за «Торпедо» (Усть-Каменогорськ), «Лада» (Тольятті), «Нафтохімік» (Нижньокамськ), «Авангард» (Омськ), «Сибір» (Новосибірськ).
У складі національної збірної Казахстану учасник зимових Олімпійських ігор 1998 (7 матчів, 1+0), учасник чемпіонатів світу 1994 (група C) і 1997 (група B). У складі юніорської збірної СРСР учасник чемпіонату Європи 1991.
Досягнення
- Чемпіон МХЛ (1996), срібний призер (1995)
- Чемпіон Росії (2004), срібний призер (2001)
- Срібний призер Кубка Європи (1995)
- Бронзовий призер Континентального Кубка (1999)
- Володар Кубка європейських чемпіонів (2005).

Тренерська кар'єра
- Головний тренер «Авангард» (Омськ) (2009—10, КХЛ); по ходу сезону на посаді його замінив Раймо Сумманен.
- Помічник головного тренера «Авангард» (Омськ) (2009—2012, КХЛ).